# Schmerber (meeteenheid)
De schmerber is een eenheid van waterdichtheid van textiel die zijn naam dankt aan de textielindustrieel Charles-Édouard Schmerber (1894-1958). Hij definieerde de eenheid en bouwde de instrumenten om de eenheid te kunnen meten. Tegenwoordig wordt de schmerber gedefinieerd in de normen EN 20811 en ISO 811.
1 schmerber = 1 mm waterkolom = 10 Pa = 0,1 mbar
In de regen kan de waterdruk op kleding variëren van 13 000 tot 20 000 Pa (0,13 tot 0,20 bar). Dit komt dus dus overeen met een druk van 1 300 tot 2 000 schmerber.